# Бобо-Сафол
Бобо́-Сафо́л (тадж. Бобо Сафол) — село у складі Хатлонської області Таджикистану. Входить до складу Ґулшанського джамоату Фархорського району.
Назва означає дід Сафол.
Населення — 1167 осіб (2010; 1187 в 2009, 461 в 1976).
Національний склад станом на 1976 рік — таджики.